# Sebastián Menguez
Sebastián Menguez, Haedo, Provincia de Buenos Aires, Argentina, 15 de febrero de 1994) es un futbolista argentino inactivo y jugador de  Fútbol Sala. Actualmente juega en el Club Atlético Platense, de la Primera B del Futsal Asociación del Fútbol Argentino. 

## Trayectoria

### Ferro
Llega al club con edad de octava división y realiza todas las divisiones en el club. Desde su llegada al Club fue alternando en varias posiciones ofensivas, sin embargo destacando como  Volante por derecha.
En la temporada 2014 a pedido de Marcelo Broggi comienza a entrenar con la primera división destacando sus capacidades ofensivas, al finalizar la temporada le informan que integrará el plantel que realizará la pretemporada y firma su primer contrato como profesional.
En la temporada 2015 tuvo su debut ingresando como suplente en el partido entre Central Córdoba - Ferro el 15 de noviembre de 2015 por el Torneo de la B Nacional del 2015, partido que termina en victoria de Central Córdoba con gol de Martín Minadevino para Central Córdoba, jugó 10 minutos en dicho partido en reemplazo de Ezequiel Pérez.
En la temporada 2016 tuvo su debut como titular en el partido entre Atl. Paraná - Ferro el 30 de enero de 2016 por el Torneo de la B Nacional del 2016, partido que termina en empate con goles de Martín Ojeda para Ferro, y dos goles de Alexis Ekkert para Atl. Paraná, jugó 71 minutos en dicho partido hasta que fue reemplazado por Rodrigo Izco.
Este debut se debió a la lesión de Guillermo Vernetti días antes del debut del campeonato y a que la última incorporación del equipo Facundo Affranchino aún tenía que realizar un trabajo físico, no obstante el buen desempeño acompañado por los resultados positivos del equipo generó que se mantuviera en el once titular.A fines de 2016 abandona el Club de Caballito.

## Clubes
| Club  | País      | Año       |
| ----- | --------- | --------- |
| Ferro | Argentina | 2015-2016 |

## Estadísticas
Actualizado al 11 de septiembre de 2016
| Ferro Argentina |                     |                     |    |   |   |   |   |   |   |   |    |    |   |   |
| 2.ª | 2015                | 1                   | 0  | 0 | 0 | 0 | 0 | — | — | — | 1  | 0  | 0 |   |
| 2.ª | 2016                | 13                  | 0  | 1 | 0 | 0 | 0 | — | — | — | 13 | 0  | 1 |   |
| 2.ª | 2016-17             | 0                   | 0  | 0 | 0 | 0 | 0 | — | — | — | 0  | 0  | 0 |   |
| Total | Total               | 14                  | 0  | 1 | 0 | 0 | 0 | 0 | 0 | 0 | 14 | 0  | 1 |   |
| Total en su carrera | Total en su carrera | Total en su carrera | 14 | 0 | 1 | 0 | 0 | 0 | 0 | 0 | 0  | 14 | 0 | 1 |
| (1) La copa nacional se refiere a la Copa Argentina y Supercopa Argentina . (2) La copa internacional se refiere a la Copa Sudamericana, Recopa Sudamericana, Copa Libertadores y Copa Suruga Bank. (3) Promedio de goles recibidos por partidos no incluye goles recibidos en partidos amistosos. |                     |                     |    |   |   |   |   |   |   |   |    |    |   |   |